# Fonetica
La fonetica (dal greco φωνή (phōnḗ), "suono" o "voce") è la branca della linguistica relativa alla sostanza dell'espressione (secondo la definizione del linguista Ferdinand de Saussure) che studia la produzione e la percezione di suoni linguistici (foni), e le loro caratteristiche.
Branche della fonetica sono:
- la fonetica articolatoria (o fisiologica), che studia il modo in cui vengono prodotti i suoni, riferendosi agli organi preposti alla fonazione (i quali nel complesso prendono il nome di "apparato fonatorio"), della loro fisiologia, ovvero del processo di fonazione, e dei criteri di classificazione;
- la fonetica acustica, che descrive le caratteristiche fisiche dei suoni linguistici e il modo in cui si propagano nell'aria;
- la fonetica sensitiva, che studia il modo in cui i suoni vengono percepiti dall'apparato uditivo;
- la fonetica sperimentale o strumentale, lo studio della produzione dei suoni linguistici attraverso l'utilizzo di determinati strumenti, come il sonografo.[2]

Con "fonetica" ci si riferisce solitamente alla fonetica articolatoria, in quanto le altre si sono sviluppate in un'epoca più recente e soprattutto la fonetica uditiva necessita ancora di chiarimenti da parte dei linguisti anche per quanto riguarda molte delle attività dell'apparato uditivo, attualmente ancora sconosciute. È importante però fare una distinzione tra fonetica e fonologia. Con quest'ultima facciamo riferimento al livello della linguistica relativo alla forma dell'espressione, ai cosiddetti fonemi, cioè la rappresentazione dei singoli elementi lessicali.

## Fonetica articolatoria
La fonetica articolatoria studia i suoni di una lingua sotto l'aspetto della loro produzione attraverso l'apparato fonatorio, descrive quali organi intervengono nella produzione dei suoni, quali posizioni assumono e come queste posizioni interferiscono con il percorso dell'aria in uscita dai polmoni attraverso la bocca, il naso o la gola per produrre i differenti foni.
Non si occupa di tutte le attività fisiologiche che intervengono nella produzione di un suono, ma seleziona solamente quelle che attengono al luogo di articolazione. Un simbolo fonetico è un segno convenzionale usato per significare la descrizione articolatoria di un suono, nonché una sua approssimata collocazione in determinate classi detti foni, dal momento che nessuno è in grado di riprodurre due volte lo stesso identico suono. I simboli più utilizzati sono quelli dell'AFI, l'Associazione fonetica internazionale, conosciuta anche come IPA.

### Meccanismo di produzione dei suoni linguistici
Per quanto concerne la lingua italiana bisogna fare un'importante distinzione tra consonantismo e vocalismo. A prescindere dal fatto che sono ben note le consonanti e le vocali, i due gruppi si distinguono per il modo in cui vengono prodotti. Nel vocalismo bisogna introdurre il concetto di meccanismo laringeo o più comunemente noto come vibrazione, che consiste nella vibrazione delle pliche vocali (= corde vocali). Le vocali risultanti si distinguono in base alla posizione che assumono gli organi mobili del tratto vocale. Il consonantismo, invece, è messo in moto non tramite la vibrazione ma tramite la formazione di un restringimento o chiusura del tratto vocale, permettendoci di distinguere le ostruenti (occlusive, affricate, fricative), in cui avviene una totale chiusura, dalle sonoranti (nasali, laterali, vibranti, approssimanti) in cui invece il flusso d'aria passa incontrastato nel tratto vocale.
Sebbene i due differiscano per il modo di articolazione in entrambi i casi viene utilizzato il medesimo apparato utilizzato per la funzione vitale della respirazione. Il processo infatti comincia nei polmoni nei quali l'aria durante l'espirazione viene incanalata nei bronchi, a causa della pressione dei muscoli intercostali, passando per la trachea fino ad arrivare al tratto vocale (laringe, glottide, faringe, velo palatino, ugola, lingua, palato, alveoli, denti incisivi, labbra, cavità nasali). Ma se nella respirazione la durata dell'inspirazione è più o meno equivalente a quella dell'espirazione, nella fonazione invece i tempi sono piuttosto diversi: possiamo quasi dire che l'uomo economizza sull'aria inspirata utilizzando per gli scarti espirati una durata maggiore rispetto ai tempi d'inspirazione.

#### Vocalismo
Come abbiamo già detto le vocali sono realizzate tramite vibrazione delle pliche (corde) vocali. Come è facilmente intuibile però le vocali non si realizzano allo stesso modo - altrimenti non conteremmo oggi cinque vocali nel sistema linguistico italiano. per la realizzazione delle vocali dobbiamo, quindi, tener conto dei criteri di:

Versione del 2015 del vocalismo secondo l'IPA

- anteriorità-posteriorità: determinato dal movimento della lingua (in senso orizzontale), se la lingua retrocede verso l'interno del tratto vocale si formano le vocali posteriori, se la lingua avanza verso l'esterno del tratto vocale si formano le vocali anteriori
- grado di altezza: determinato dal movimento della lingua (in senso verticale), se la lingua avanza verso il palato si formano le vocali alte, se la lingua invece si abbassa rispetto alla posizione mediana si formano le vocali basse
- arrotondamento: determinato dalla posizione delle labbra, se le labbra si arrotondano si formano le vocali arrotondate (o procheile), se le labbra sono in posizione rilassata si formano le vocali non arrotondate (o aprocheile)
- nasalizzazione: determinato dalla posizione del velo palatino, se il velo palatino è in posizione verticale si formano le vocali nasali (non presenti in italiano), se si alza toccando la parte superiore della faringe, e dividendo in tal modo la cavità nasale da quella orale, si formano le vocali orali.

#### Consonantismo
Le consonanti, differentemente dalle vocali, si realizzano tramite un diaframma. Anche in questo caso le consonanti differiscono tra loro per tre criteri:

Versione del 2015 del consonantismo secondo l'IPA

- luogo di articolazione: dipende dagli organi articolatori che formano consonanti bilabiali, labiodentali, dentali, alveolari, retroflesse, post-alveolari, palatali, velari, uvulari, faringali, glottidali (non tutte presenti in italiano)
- modo di articolazione: dipende dal tipo di diaframma, se blocca il flusso dell'aria in uscita si formano le consonanti ostruenti (occlusive, affricate, fricative) se l'aria non è ostruita si formano le consonanti sonoranti (nasali, laterali, vibranti, approssimanti)
- coefficienti laringei: dipendono dal meccanismo laringeo; se è messo in moto si formano le consonanti sonore, se non è messo in moto le consonanti sorde (si veda Grado di articolazione).

#### I click
Di base, le consonanti e vocali si producono con un flusso d'aria egressivo che parte dai polmoni ma in altre lingue, per esempio in lingue africane come lo Xhosa, esistono delle consonanti prodotte senza flusso d'aria dai polmoni, cioè i click. Simili suoni sono presenti nella parlata colloquiale anche in altre lingue nel mondo, incluso l'italiano: si pensi per esempio alla negazione "tsk tsk", effettuata facendo schioccare la punta della lingua distesa sul palato e senza espirare (questo click è presente anche in lingua maori). Altri click coinvolgono il labbro inferiore a contatto con l'arcata dentaria superiore e il dorso della lingua con la parte tondeggiante del palato. Quest'ultimo è presente proprio all'inizio della parola "Xhosa". L'ultimo click è prodotto facendo schioccare la punta della lingua retroflessa nell'incavo del palato.

## Fonetica acustica
La fonetica acustica tratta l'onda sonora come il prodotto di un qualsiasi risonatore. In pratica equipara l'apparato fonatorio umano a un sistema d'emissione e riproduzione di suoni. Per decodificare le caratteristiche salienti dell'onda sonora prodotta si utilizzano il sonografo, o spettrografo, e gli spettrogrammi con esso prodotti: con questi strumenti si possono identificare determinate bande chiamate formanti che sono risultate essere importanti per la comprensione dei suoni linguistici e hanno anche mostrato una certa relazione con alcuni processi articolatori. Inoltre, con essi, si sono analizzate le onde sonore per capire quali fossero le frequenze che contenevano i dati fondamentali, necessari e sufficienti per identificare i suoni delle varie lingue.

## Fonetica percettiva
La fonetica uditiva è probabilmente il settore della fonetica a tutt'oggi meno esplorato e tratta di come i suoni linguistici vengano recepiti dall'apparato uditivo umano: per questo studia in particolare come funziona il canale uditivo. Un altro campo d'investigazione riguarda le possibili interferenze acustiche che si possono determinare nell'ascolto dei suoni linguistici. Recentissimi sono gli studi in campo cognitivo, correlati alla percezione effettiva dei suoni. Rappresentano un ambito della fonetica uditiva anche le ricerche su come vengono percepiti i suoni nelle diverse situazioni comunicative (soprattutto nei diversi ambienti, in particolare rumorosi).

## Fonetica sperimentale o strumentale
La fonetica sperimentale studia i suoni prodotti dall'apparato fonatorio secondo un approccio fisico, sia usando strumenti particolari per determinare con precisione la posizione dei vari organi articolatori sia prestando attenzione al risultato del processo fonatorio: unendo i dati si sono scoperte caratteristiche importanti sull'articolazione dei suoni linguistici. Essa utilizza strumenti come i raggi x per determinare la posizione degli articolatori e nella prima metà del secolo scorso si usava il chimografo che, mediante un pennino mosso dalle vibrazioni dell'aria provocate dalla produzione dei suoni, tracciava delle linee d'intensità su un tamburo rotante coperto con carta annerita con nerofumo. Il chimografo è stato in seguito sostituito dal più funzionale sonografo. Lo studio di questi dati risulta tanto più preciso e significativo quanto più sono perfezionati gli strumenti usati.

## Altri settori d'indagine
Altri settori di indagine della fonetica sono:
- La fonetica strutturale, che talvolta si identifica con la fonologia; può essere descrittiva sincronica (ad esempio se studia i suoni di una determinata lingua in un certo momento della sua evoluzione), o diacronica (cioè storica; ad es. se studia l'evoluzione strutturale nel tempo dei suoni di una lingua data).
- La fonetica comparativa, che compie raffronti sistematici tra i sistemi fonetici/fonologici di varie lingue, per scoprirne i rapporti di somiglianza e/o di differenziazione, o le leggi di trasformazione fonetica (ad es. se indaga sulle differenze e somiglianze tra indoeuropeo e semitico, oppure sulle lingue indoeuropee storiche per ricostruire il sistema fonetico/fonologico del proto-indoeuropeo o del proto-germanico).
- La fonetica storica sperimentale, ancora molto 'giovane', ma già oggi possibile grazie alla grande quantità di materiale registrato (radiofonico, cinematografico e televisivo) e conservato a partire dagli anni trenta del secolo scorso.

## Trascrizione fonetica
Nonostante il gran numero delle lingue presenti nel mondo e del vasto numero dei sistemi ortografici esistenti, è possibile comunque fare una trascrizione fonetica (tramite sistema IPA), ovvero realizzare nella scrittura le caratteristiche fonetiche di una determinata lingua mediante un sistema alfabetico nuovo riconosciuto universalmente e che non corrisponda a un sistema linguistico esistente (parleremmo altrimenti di traslitterazione). La trascrizione dei foni avviene tra parentesi quadre ([...]), quella dei fonemi tra parentesi oblique (/.../).
Ecco un esempio di trascrizione fonetica:
- [pare]
- [paːre]
- [pære]
- [pæːre][4]

Le quattro trascrizioni fonetiche differiscono esclusivamente nei foni [a], [aː], [æ], [æː] non nel fonema (per approfondire, vedi Fonologia). Sono quattro pronunce diverse dello stesso significante (e stesso significato). Parliamo in questo senso di allofoni, in quanto i quattro suoni sono diverse realizzazioni fonetiche di un'unica unità del significante, di un medesimo fonema.
Un altro esempio di allofonia potrebbe essere dato dalla diversa realizzazione fonetica della /r/ (come vibrante alveolare, vibrante uvulare o la cosiddetta "erre moscia", fricativa uvulare o "erre francese"), sempre facendo riferimento all'esempio precedente. Quindi avremo [pare], [paʀe], [paʁe] il cui fonema corrispondente è per tutte -> /pare/ (con trascrizione fonologica).

### Caratteristiche prosodiche
Con caratteristiche prosodiche si intendono tutte quelle caratteristiche fonetiche che si producono simultaneamente ai suoni in sé e per sé ma che non sono rappresentabili con i soli foni. È per questo che si parla di "trascrizione fonetica larga" se si prende nota solo dei foni, gli elementi necessari, e di "trascrizione fonetica stretta" se si va più in dettaglio trascrivendo anche altri elementi come l'accento, la sillaba, la lunghezza dei segmenti.

#### Accento
Con accento si intende la prominenza di una sillaba su un'altra. Nella trascrizione fonetica si realizza tramite un apostrofo immediatamente precedente alla sillaba accentata. Ad esempio ['pare] oppure [pa'rere]. È importante notare che le lingue differiscono anche per la posizione dell'accento: esistono lingue con accento libero come l'italiano in cui la posizione dell'accento varia a seconda del lessico  e quindi vi sono parole tronche, piane, sdrucciole, bisdrucciole) e lingue invece ad accento fisso in cui invece l'accento è fisso sempre sulla stessa sillaba, come nel caso del francese e il turco che hanno l'accento sempre sull'ultima sillaba.

#### Sillaba
La sillaba è l'unità fonetica minima. È costituita dal nucleo, che è l'elemento necessario e indispensabile, e può presentare o facoltativamente o obbligatoriamente un attacco e facoltativamente una coda. Se la sillaba presenta della coda è detta chiusa altrimenti la sillaba è aperta. Il nucleo deve essere caratterizzato da un picco di sonorità (in italiano quindi deve essere per forza formato solo dalle vocali). Nella trascrizione fonetica il confine sillabico è rappresentato dai punti, in posizione tonica può anche essere omesso per la presenza dell'accento.

#### Lunghezza dei segmenti
È possibile rappresentare una vocale o consonante nel suo grado di lunghezza (breve o lungo) tramite diversi espedienti. In un primo basta segnalarlo tramite un trattino dritto per una maggiore lunghezza o tramite un archetto per una minore lunghezza. Il tratto lungo può essere rappresentato per le consonanti anche tramite ripetizione del fonema (es [fatte]) oppure tramite i due punti sia per consonanti che per vocali (es [fatːe] e [liːmpido]).